# 安藤久佳

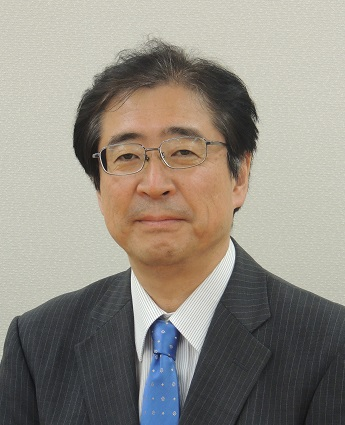

安藤 久佳（あんどう ひさよし、1960年4月24日 - ）は、日本の経済産業官僚。元経済産業事務次官。

## 人物
愛知県安城市出身。東海高等学校を経て、1983年、東京大学法学部を卒業。国家公務員採用上級試験（法律）を受け、通商産業省入省（産業政策局総務課）。
1990年8月からミシガン大学留学。その後は資源エネルギー庁長官官房総務課、大臣官房総務課法令審査委員として勤務する。
2000年7月から平沼赳夫通商産業大臣秘書官（事務担当）となり、2001年1月6日の中央省庁再編で初代経産大臣秘書官（事務担当）となる。
2004年、大臣官房政策審議室長。2005年、製造産業局鉄鋼課長。2007年、資源エネルギー庁総合政策課長。2008年7月、経済産業政策局経済産業政策課長となる。
同年12月、大臣官房総務課長。2009年、内閣総理大臣秘書官（事務担当）、2010年7月、資源エネルギー庁資源・燃料部長、2013年6月、関東経済産業局長。
2015年7月から商務情報政策局長。東芝の半導体売却問題に対応。
2017年7月、中小企業庁長官。中小企業の事業承継を促す税率優遇策を主導。
2019年、経済産業事務次官。2020年7月、官房長を兼務。8月兼務を解除。2021年7月退職。
同年10月イーレックス顧問、東京東信用金庫特別顧問。同年12月日本生命保険特別顧問。2022年3月辻・本郷税理士法人顧問、5月SBSホールディングス顧問、ニトリホールディングス取締役、6月豆蔵デジタルホールディングス取締役、クレアシオン・インベストメント顧問。2023年4月、GMOインターネットグループ顧問、6月、東京中小企業投資育成代表取締役社長、中曽根康弘世界平和研究所理事、日本スポーツ政策推進機構評議員。